# زرغون غر
زرغون غر (پشتو: زرغون غر، "کوه سبز") رشته‌کوهی‌ واقع در شرق ناحیه کویته، در ایالت بلوچستان، در غرب پاکستان است. 
بلندترین قله رشته زرغون غر، لوی سرنیکان، با ارتفاع ۳۵۷۸ متر (۱۱۷۳۸ فوت)  که به عنوان بلندترین قله کوهستانی در ایالت بلوچستان نیز محسوب می‌شود.